# Gherăești
Gherăești (Hongaars: Gyerejest) is een Roemeense gemeente in het district Neamț.
Gherăești telt 6576 inwoners. Het overgrote deel van de bevolking is Rooms Katholiek in 2011. Dit duidt mogelijk op een Csángó achtergrond van de bevolking.